# 撤退障壁
撤退障壁（てったいしょうへき、英：barriers to exit）とは、業界内の企業がその業界からの撤退を阻む要因のこと。

## 概要
企業は、自社が保有する資産を別の用途に利用した方がより高い利益が見込める場合、業界からの退出を検討する。しかし撤退障壁が存在する場合、速やかな対応が困難になる。例えば ①雇用義務や供給義務がある場合、②保有資産が特殊で転売が難しい場合、③政府による規制によって退出にコストがかかる場合、である。事業継続の有無にかかわらず、業界に属する限りその企業が果たさなければならない義務から撤退障壁は生まれる。
アメリカでは病院を閉鎖するのに行政の承認が必要である州もある。また、人口減少により利用客がほとんどいない地域での鉄道やバスに運行義務がある場合もこれに該当する。